# Les Châtelets
Les Châtelets település Franciaországban, Eure-et-Loir megyében. Lakosainak száma 111 fő (2022. január 1.). Les Châtelets Brezolles, Crucey-Villages, La Saucelle, La Mancelière, Beauche és Fessanvilliers-Mattanvilliers községekkel határos.

## Népesség
A település népességének változása:
| Lakosok száma | 122  | 82   | 111  | 107  | 96   | 101  | 99   | 104  | 107  | 111  |
|               | 1968 | 1982 | 1990 | 2006 | 2013 | 2015 | 2017 | 2019 | 2020 | 2022 |